# Operation Niblick
Die Operation Niblick war eine Serie von 41 US-amerikanischen Kernwaffentests, die 1963 und 1964 auf der Nevada Test Site in Nevada durchgeführt wurde.

## Die einzelnen Tests der Niblick-Serie
| #  | Bombe             | Datum / Zeit (GMT)           | Testgelände        | Testart | Sprengkraft   | Anmerkungen                                                   |
| -- | ----------------- | ---------------------------- | ------------------ | ------- | ------------- | ------------------------------------------------------------- |
| 1  | Pekan             | 12. August 1963 23:45 Uhr    | Area 3bw           | Schacht | gering        |                                                               |
| 2  | Satsop            | 15. August 1963 13:00 Uhr    | Area 2g            | Schacht | gering        |                                                               |
| 3  | Kohocton Natches  | 23. August 1963 13:20 Uhr    | Area 9ak Area 9ak1 | Schacht | gering        | Simultanzündung zweier verschiedener Bomben in zwei Schächten |
| 4  | Ahtanum           | 13. September 1963 13:53 Uhr | Area 2l            | Schacht | gering        |                                                               |
| 5  | Bilby             | 13. September 1963 17:00 Uhr | Area 3cn           | Schacht | 249 kT        |                                                               |
| 6  | Carp              | 27. September 1963 14:20 Uhr | Area 3cb           | Schacht | gering        |                                                               |
| 7  | Narraguagus       | 27. September 1963 17:30 Uhr | Area 2f            | Schacht | gering        |                                                               |
| 8  | Grunion           | 11. Oktober 1963 14:00 Uhr   | Area 3bz           | Schacht | gering        |                                                               |
| 9  | Tornillo          | 11. Oktober 1963 21:00 Uhr   | Area 9aq           | Schacht | 380 T         | Teil der Operation Plowshare                                  |
| 10 | Clearwater        | 16. Oktober 1963 17:00 Uhr   | Area 12q           | Schacht | mittel        |                                                               |
| 11 | Mullet            | 17. Oktober 1963 15:00 Uhr   | Area 2ag           | Schacht | gering        |                                                               |
| 12 | Shoal             | 26. Oktober 1963 17:00 Uhr   | Fallon, Nevada     | Schacht | 12 kT         |                                                               |
| 13 | Anchovy           | 14. November 1963 16:00 Uhr  | Area 3bq           | Schacht | gering        |                                                               |
| 14 | Mustang           | 15. November 1963 15:00 Uhr  | Area 9at           | Schacht | gering        |                                                               |
| 15 | Greys             | 22. November 1963 17:30 Uhr  | Area 9ax           | Schacht | mittel        |                                                               |
| 16 | Barracuda Sardine | 4. Dezember 1963 16:38 Uhr   | Area 3cr Area 3ch  | Schacht | gering        | Simultanzündung zweier verschiedener Bomben in zwei Schächten |
| 17 | Eagle             | 12. Dezember 1963 16:02 Uhr  | Area 9av           | Schacht | 5,3 kT        |                                                               |
| 18 | Tuna              | 20. Dezember 1963 15:24 Uhr  | Area 3de           | Schacht | gering        |                                                               |
| 19 | Fore              | 16. Januar 1964 16:00 Uhr    | Area 9ao           | Schacht | 20 bis 200 kT |                                                               |
| 20 | Oconto            | 23. Januar 1964 16:00 Uhr    | Area 9ay           | Schacht | 10,5 kT       |                                                               |
| 21 | Club              | 30. Januar 1964 16:00 Uhr    | Area 2aa           | Schacht | <20 kT        |                                                               |
| 22 | Solendon          | 12. Februar 1964 15:38 Uhr   | Area 3cz           | Schacht | <20 kT        |                                                               |
| 23 | Bunker            | 13. Februar 1964 15:30 Uhr   | Area 9bb           | Schacht | <20 kT        |                                                               |
| 24 | Bonefish          | 18. Februar 1964 15:37 Uhr   | Area 3bt           | Schacht | <20 kT        |                                                               |
| 25 | Mackerel          | 18. Februar 1964 15:37 Uhr   | Area 4b            | Schacht | <20 kT        |                                                               |
| 26 | Klickitat         | 20. Februar 1964 15:30 Uhr   | Area 10e           | Schacht | 70 kT         | Teil der Operation Plowshare                                  |
| 27 | Handicap          | 12. März 1964 15:00 Uhr      | Area 9ba           | Schacht | <20 kT        |                                                               |
| 28 | Pike              | 13. März 1964 16:02 Uhr      | Area 3cy           | Schacht | <20 kT        |                                                               |
| 29 | Hook              | 14. April 1964 14:40 Uhr     | Area 9bc           | Schacht | <20 kT        |                                                               |
| 30 | Sturgeon          | 15. April 1964 14:30 Uhr     | Area 3bo           | Schacht | <20 kT        |                                                               |
| 31 | Bogey             | 17. April 1964 15:29 Uhr     | Area 9au           | Schacht | <20 kT        |                                                               |
| 32 | Turf              | 24. April 1964 20:10 Uhr     | Area 10c           | Schacht | 20 bis 200 kT |                                                               |
| 33 | Pipefish          | 29. April 1964 20:47 Uhr     | Area 3co           | Schacht | <20 kT        |                                                               |
| 34 | Driver            | 7. Mai 1964 13:00 Uhr        | Area 9ar           | Schacht | <20 kT        |                                                               |
| 35 | Backswing         | 14. Mai 1964 14:40 Uhr       | Area 9aw           | Schacht | <20 kT        |                                                               |
| 36 | Minnow            | 15. Mai 1964 16:15 Uhr       | Area 3cv           | Schacht | <20 kT        |                                                               |
| 37 | Ace               | 11. Juni 1964 16:45 Uhr      | Area 2n            | Schacht | 3 kT          | Teil der Operation Plowshare                                  |
| 38 | Bitterling        | 12. Juni 1964 14:01 Uhr      | Area 3cu           | Schacht | <20 kT        |                                                               |
| 39 | Duffer            | 18. Juni 1964 13:30 Uhr      | Area 10ds          | Schacht | <20 kT        |                                                               |
| 40 | Fade              | 25. Juni 1964 13:30 Uhr      | Area 9be           | Schacht | <20 kT        |                                                               |
| 41 | Dub               | 30. Juni 1964 13:33 Uhr      | Area 10a           | Schacht | 11,7 kT       | Teil der Operation Plowshare                                  |